# NGC 4857
NGC 4857 este o intermediate spiral galaxy⁠(d) situată în constelația Dragonul. A fost descoperită în 7 aprilie 1793 de către William Herschel. Se află la o distanță de 121,5 de megaparseci de Pământ.